# Pégame
Pégame es una película mexicana de 2025 del género terror sobrenatural de fantasía oscura y mística, escrita y dirigida por Dylan Verrechia. La película está protagonizada por Ana Paula Mujica en su primer papel en el cine, Vladimir Zamudio, Aidée González y Gilberto Chi. Pégame relata la historia de Ana y Vladi, quienes se enfrentan a la ilegalidad del aborto en un entorno rural marcado por creencias y tensiones ancestrales. Rodada con un equipo mínimo y actores locales, esta obra propone una mezcla de realismo, folclore y simbolismo psicológico. 

## Argumento
Junto con su perro Wicca, Ana y Vladi están comenzando su nueva vida en las estribaciones de la tierra tribal Kumiai. A medida que Ana descubre que está embarazada, en una sociedad donde el aborto no es legal, se vuelve cada vez más abusiva hacia Vladi y Wicca. Pégame es un sueño lúcido basado en la fábula del alacrán y del sapo. Esta película de fantasía oscura, inspirada en eventos reales, explora el tema de la violencia femenina y está destinada a ser vista en la pantalla grande. Se filmó en territorio Kumiai con actores y equipo local, utilizando la Arri Alexa 35. 

## Premios
- Ganadora del 2025 Mejor Largometraje Mexicano en el 13º Festival Internacional de Cine de Rosarito,
- Mejor Película Independiente en los Toronto Art Film Spirit Awards,
- Premio de Excelencia por Mejor Largometraje en los SoCal Film Awards,
- Mejor Película en el Festival de Cine de East Village Nueva York,
- Mejor Largometraje Internacional en el Festival de Cine de Dubái,
- Mejor Largometraje de Fantasía en el Festival de Cine Hallucinea,
- Mejor Horror en el Festival de Cine Love,
- Mejor Largometraje Internacional en el Festival de Cine Internacional de Suecia

## Elenco y personajes
- Ana Paula Mujica como Ana
- Vladimir Zamudio como Vladi
- Gilberto Chi como Gil
- Aidée González como Guadalupe
- José Chi Montes como Capitan Josélito
- Rubi Chi como Rubi
- Wicca como Wicca (perrita)
- Kenny como Kenny (el perro)